# Hell & High Water
Hell & High Water – drugi singel zespołu Black Stone Cherry z ich debiutanckiego albumu. Został wydany również na Hell & High Water EP. Znalazł się na 30. miejscu Mainstream Rock Tracks Billboardu.